# Straßkirchen
Straßkirchen (IPA: [ʃtʁaːskɪʁçn̩]) község (Gemeinde) Németországban, Bajorországban, Straubing-Bogen járásban.

## Fekvése
Münchentől 135 km-re, Passautól 70 km-re, Regensburgtól 60 km-re, Landshuttól 62 km-re, Ingolstadttól 155 km-re fekszik, a cseh és osztrák határtól nem messze. A Duna körülbelül 2 km-re folyik el mellette.

## Népesség
| Lakosok száma | 657  | 1885 | 1746 | 2725 | 3162 | 3126 | 3180 | 3159 | 3345 | 3521 |
|               | 1875 | 1950 | 1975 | 1987 | 2012 | 2014 | 2016 | 2017 | 2021 | 2023 |

## Történelem
Straßkirchent először 1140-ben dokumentálták.

## Politika
Jelenleg polgármestere dr. Christian Hirtreiter, aki 2014-ben 56%-kal győzött a választásokon. A tanács 16 tagú.

## Közigazgatás
Straßkirchen községhez tartoznak a következő települések: Ackerhof, Gänsdorf, Haberkofen, Haidhof, Makofen, Niederast, Oedhof, Paitzkofen, Putzenhofen, Schambach, Seehof, Stetten, Straßkirchen, Thal, Tiefenbrunn.
Straßkirchen község Ittling községgel együtt közös igazgatású közösséget (Verwaltungsgemeinschaft) alkot.

## Gazdaság
A község gazdasága főként mezőgazdaságon és erdőgazdálkodáson alapul.

## Megközelíthetőség
Megközelíthető a B 8-as főúton (Bundesstraße 8). A községből óránként indul egy-egy vonat Straubing/Regensburg és Plattling/Passau felé. A települési közutak hosszúsága 23,466 km, míg a községieké 37,363 km.

## Oktatás
Straßkirchenben két óvoda (Kindergarten St. Martin und St. Elisabeth) 125 férőhellyel és egy általános iskola (Grund- und Mittelschule Straßkirchen) működik, jelenleg 243 tanulóval és 23 tanárral.

## Galéria

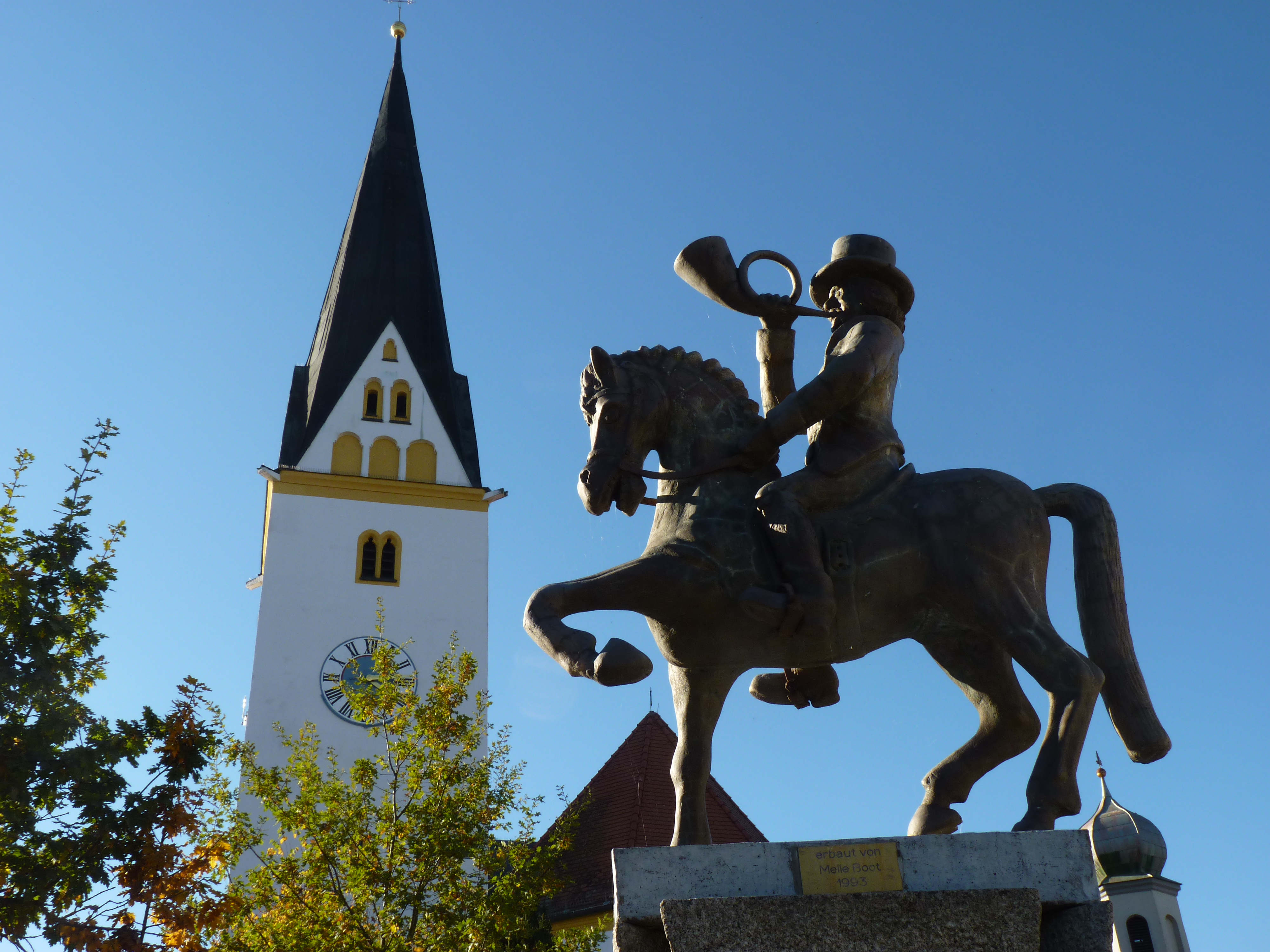
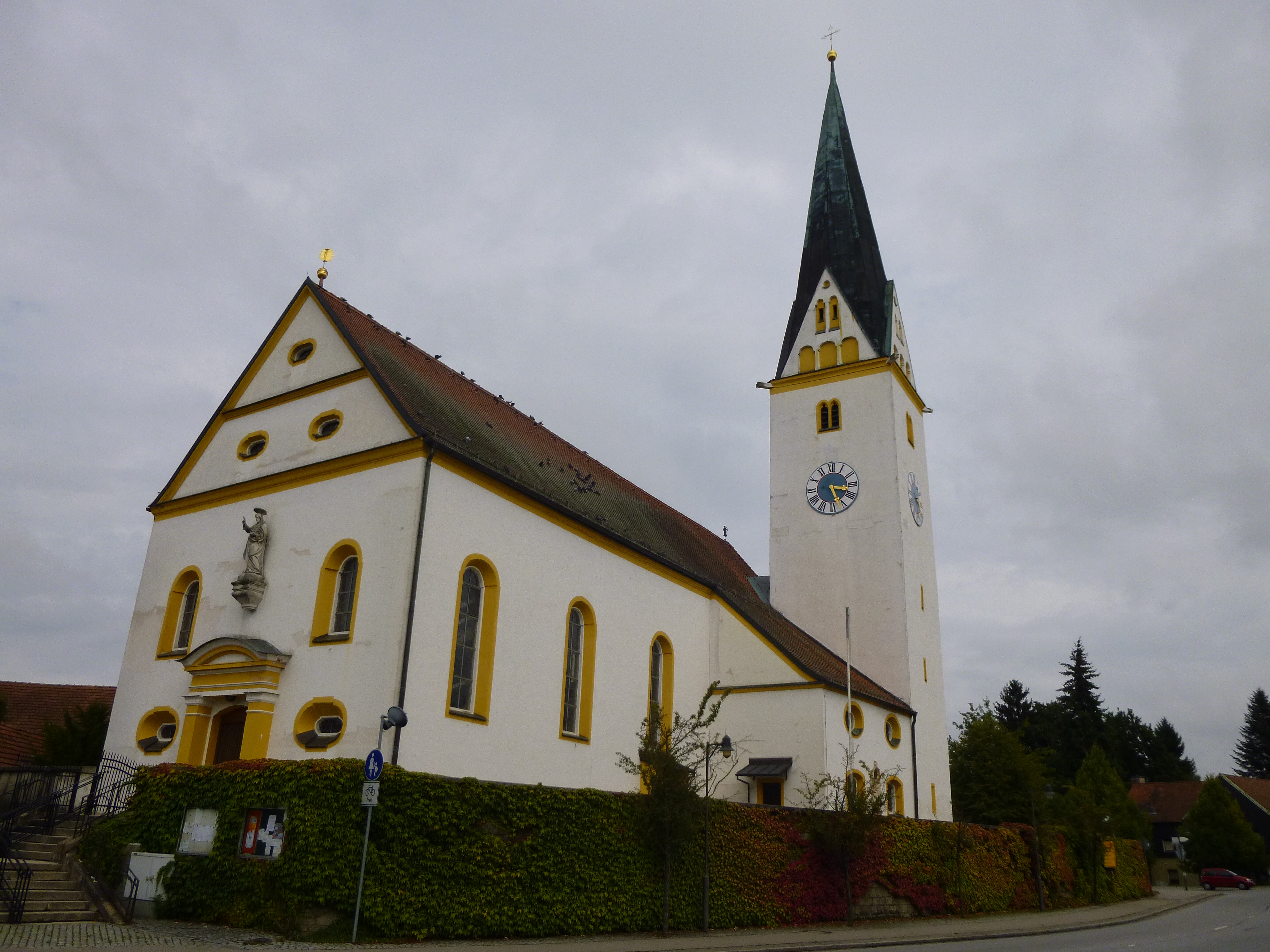
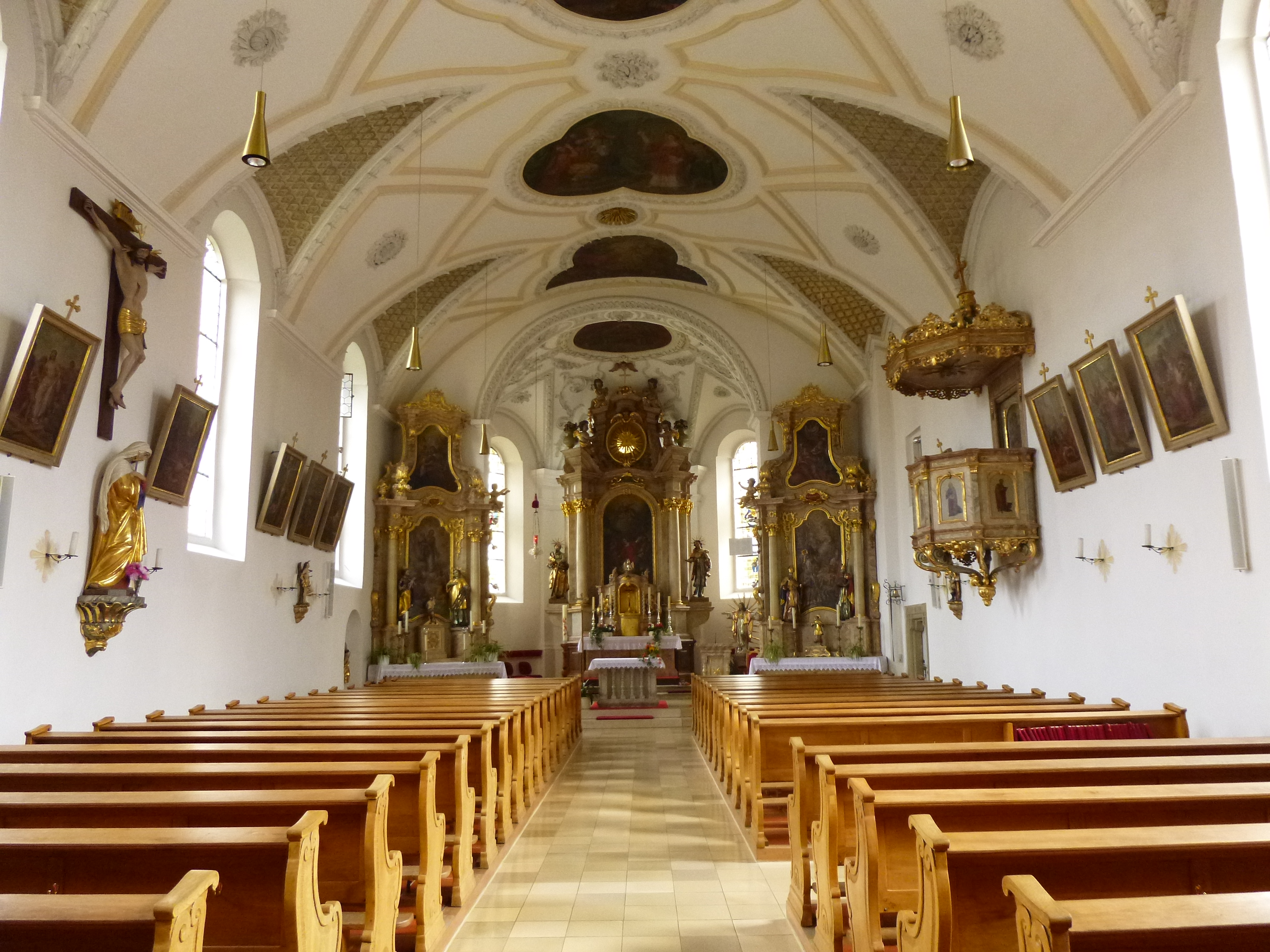
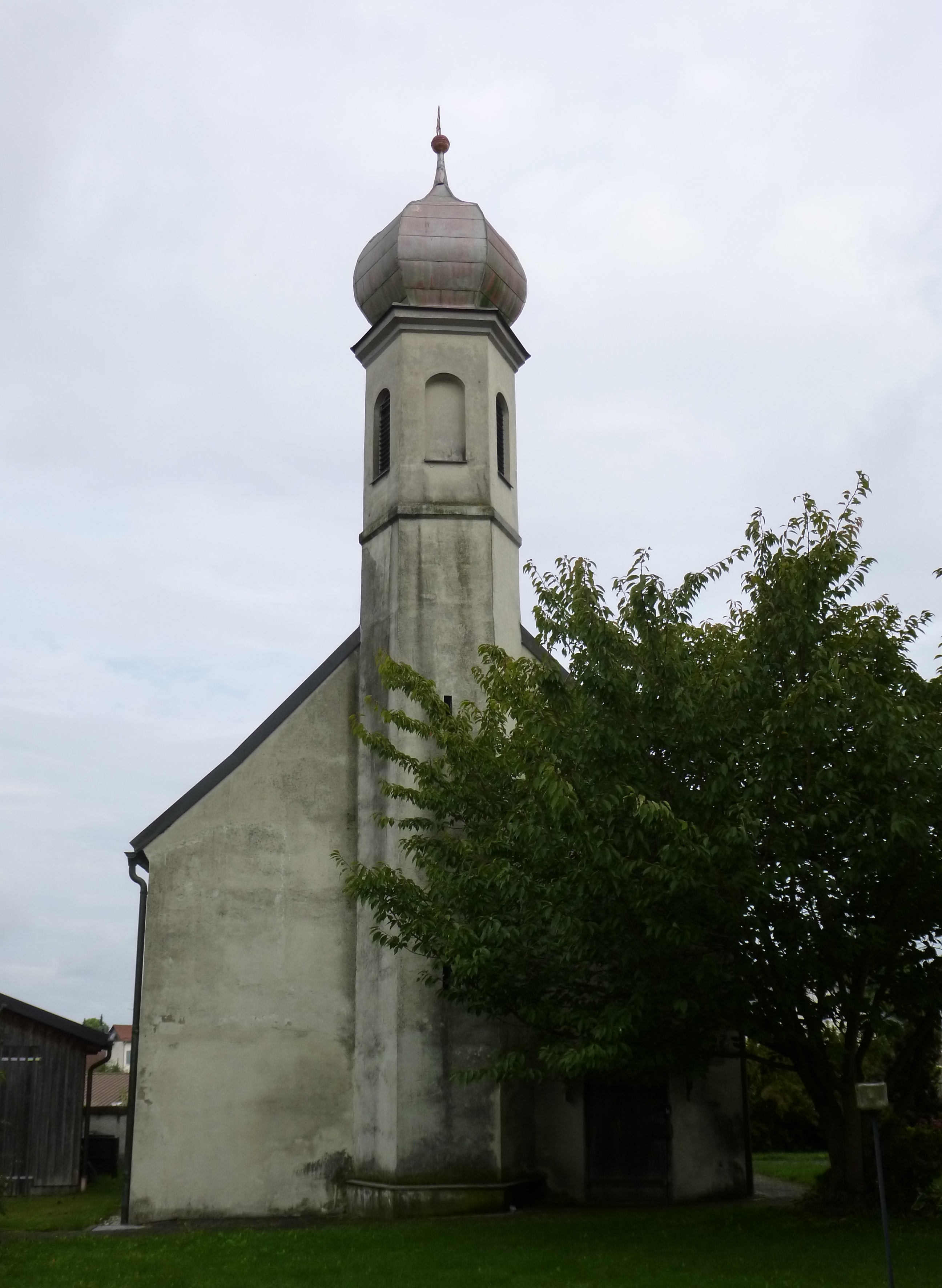
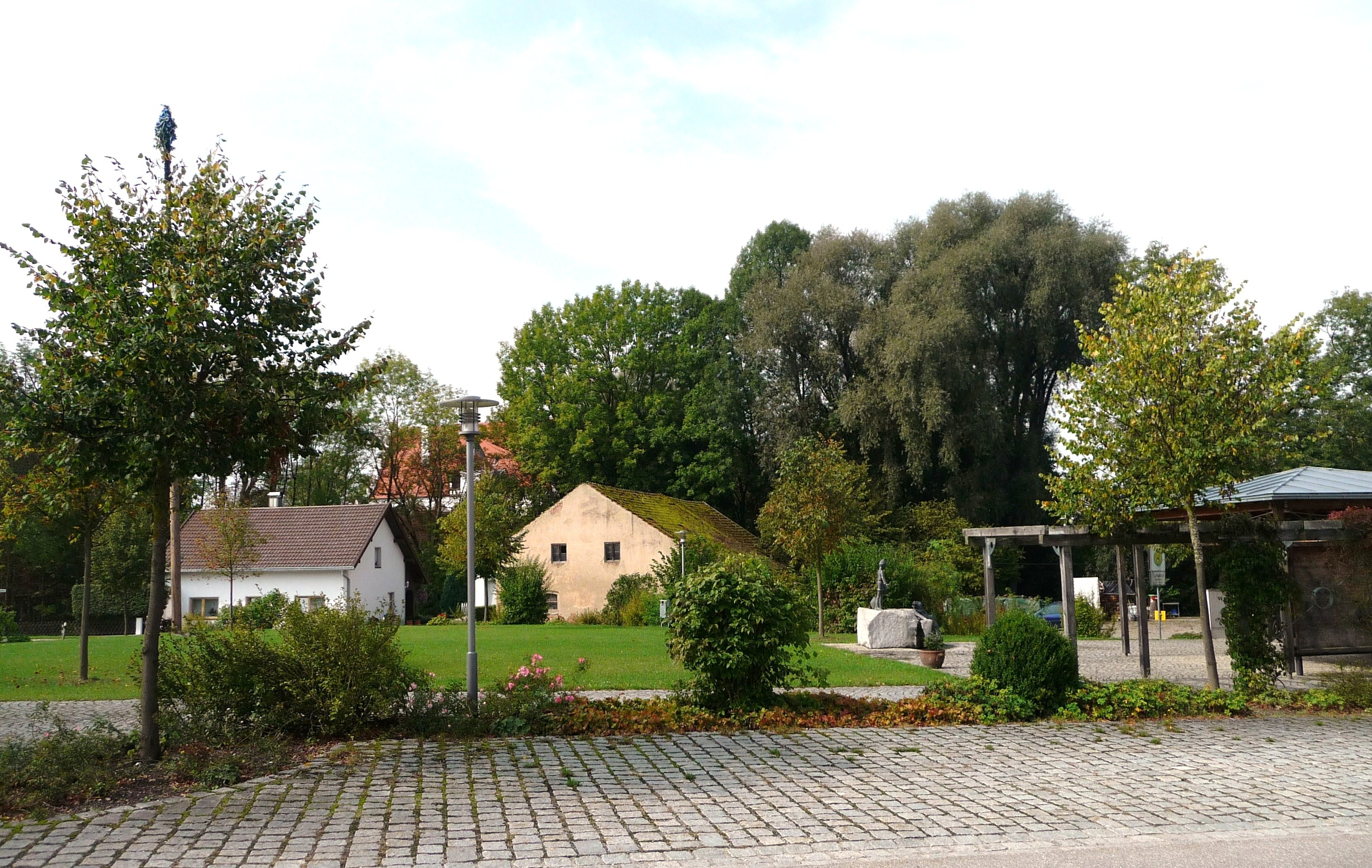
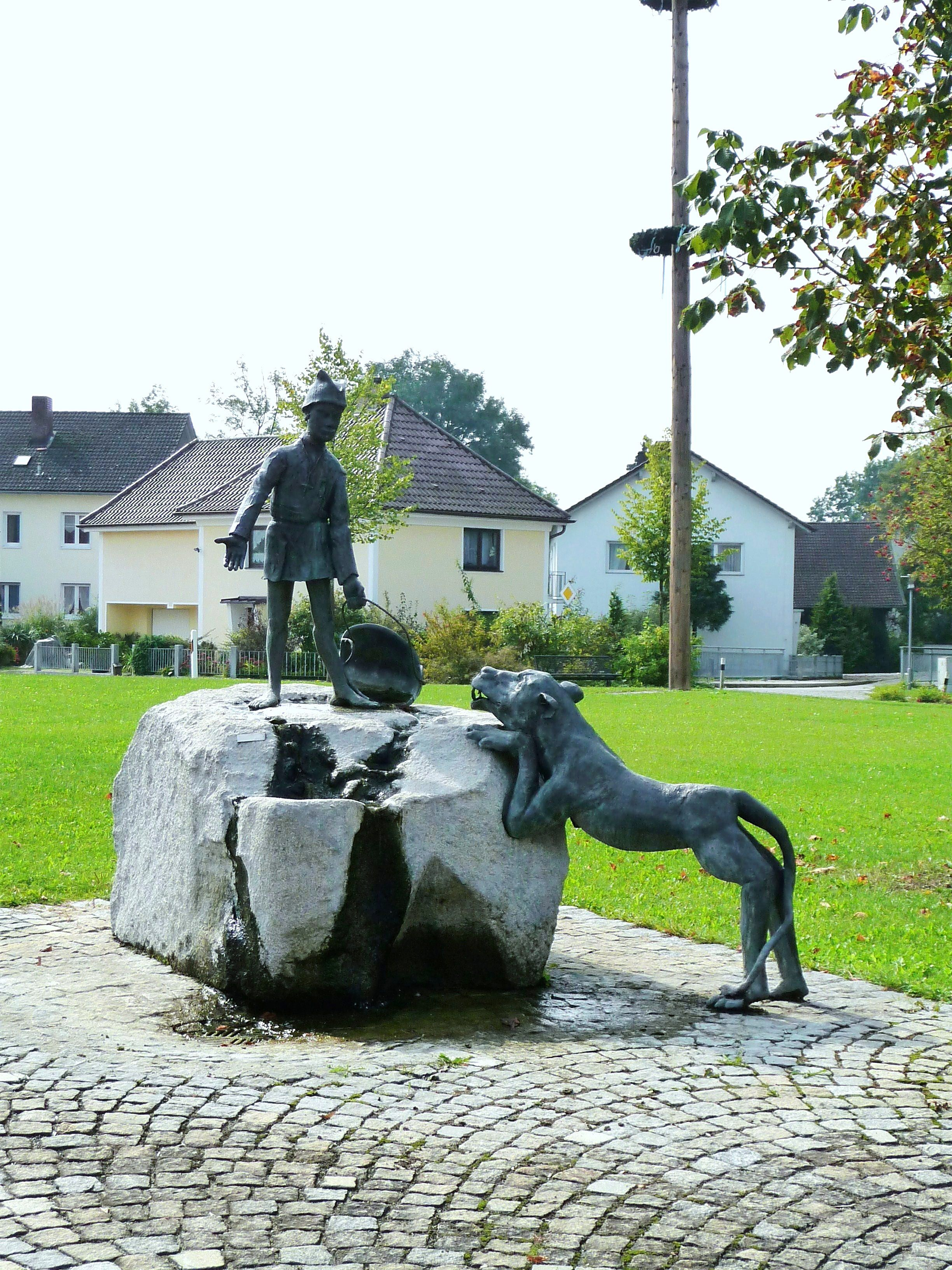
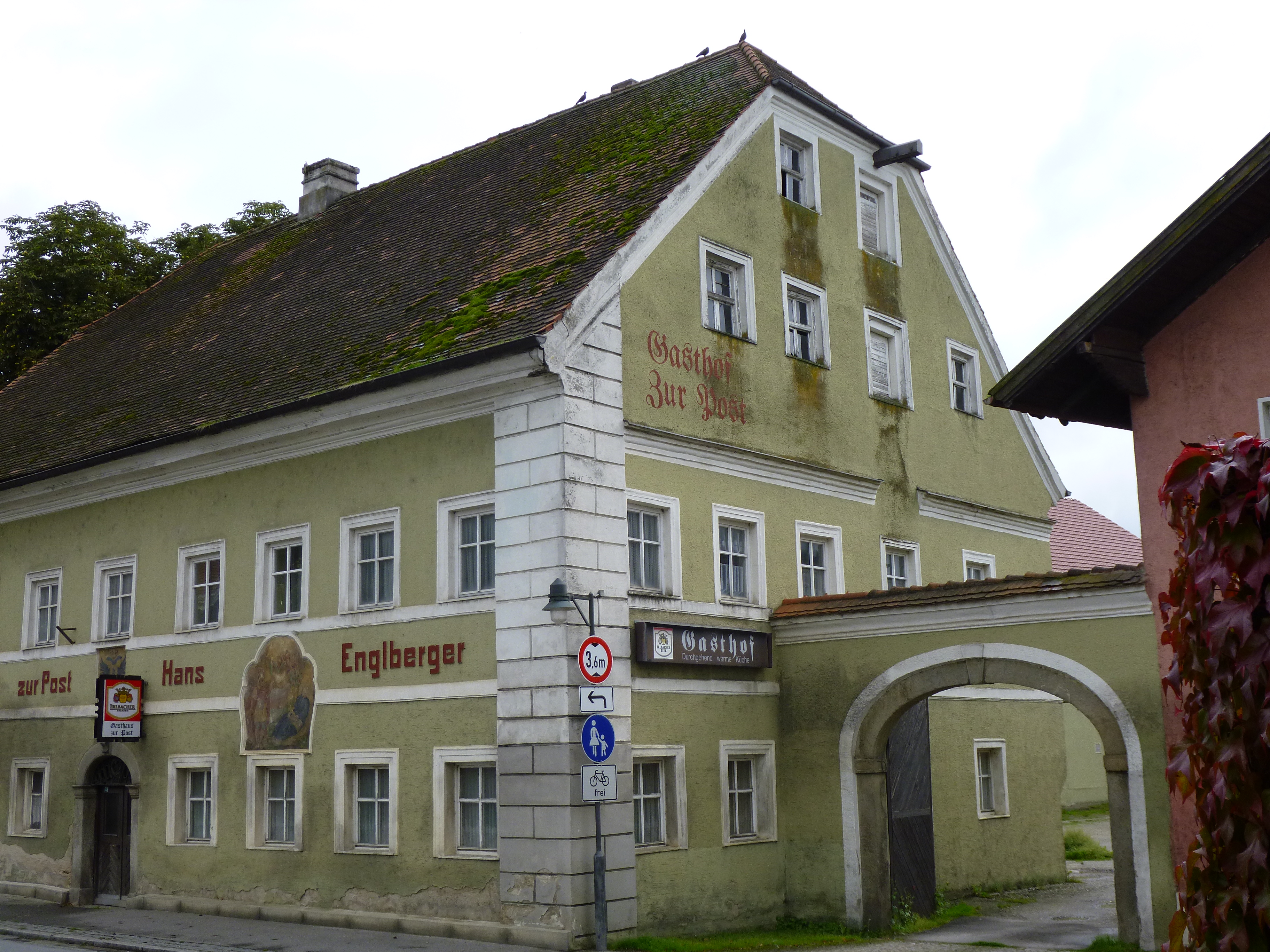
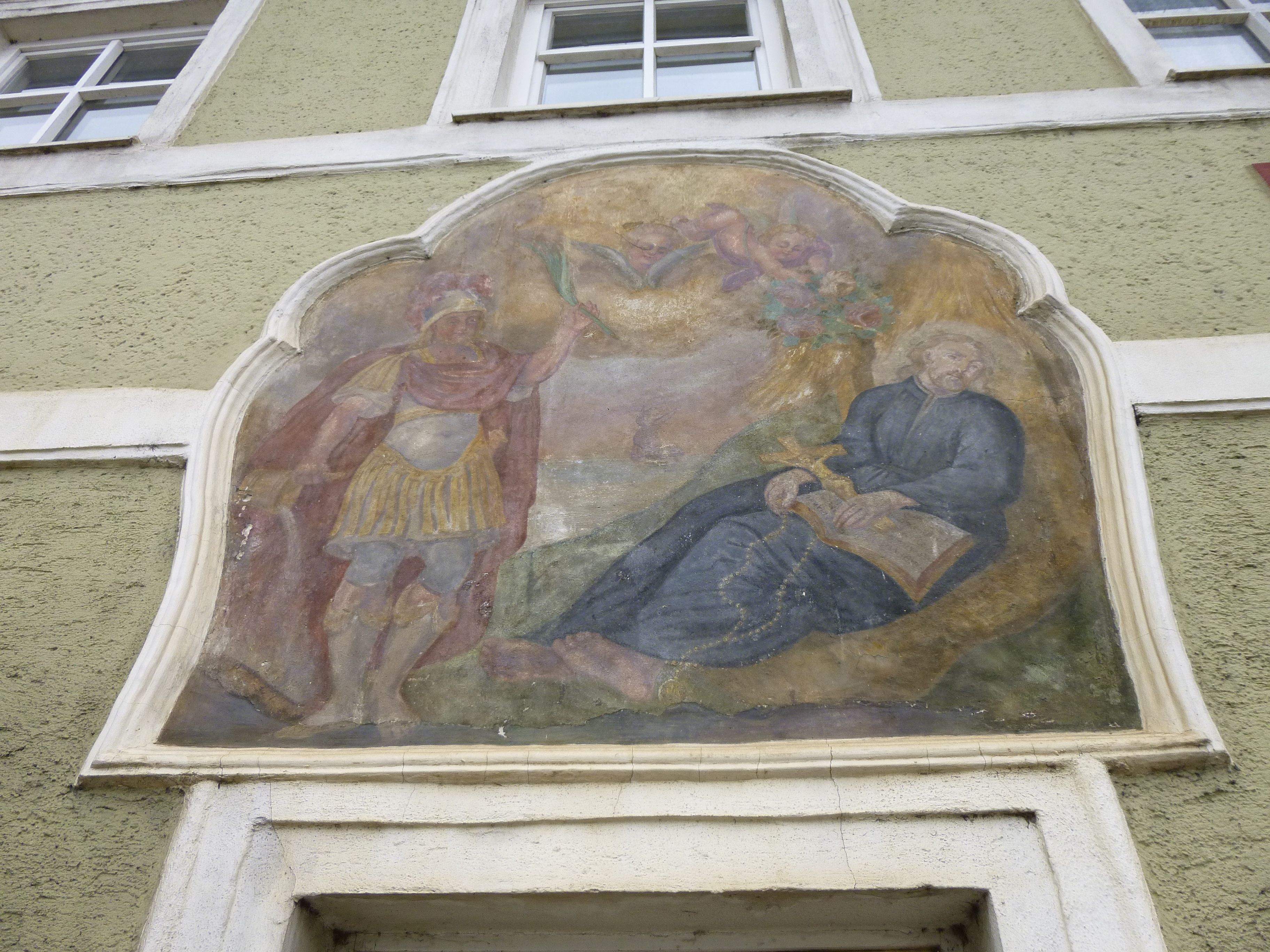